# Denyce Graves
Pour les articles homonymes, voir Graves.
Denyce Graves, née le 7 mars 1964, est une chanteuse d'opéra mezzo-soprano américaine.

## Biographie

### Jeunesse et débuts
Denyce Graves naît le 7 mars 1964 à Washington, D.C. de Charles Graves et Dorothy (Middleton) Graves-Kenner. Elle est la cadette d'une fratrie de trois enfants et a été élevée par sa mère à Washington. Elle est diplômée de la Duke Ellington School of the Arts (en) en 1981. Denyce Graves étudie le chant au conservatoire de musique d'Oberlin jusqu'en 1985 et au conservatoire de musique de la Nouvelle-Angleterre avec Helen Hodam. Elle est entrée à la Wolf Trap Opera Company avant de démarrer sa carrière professionnelle à plein temps. Peu de temps après, elle est invitée par David Gockley à participer au Houston Opera Studio, de 1988 à 1990.[réf. nécessaire]

### Carrière

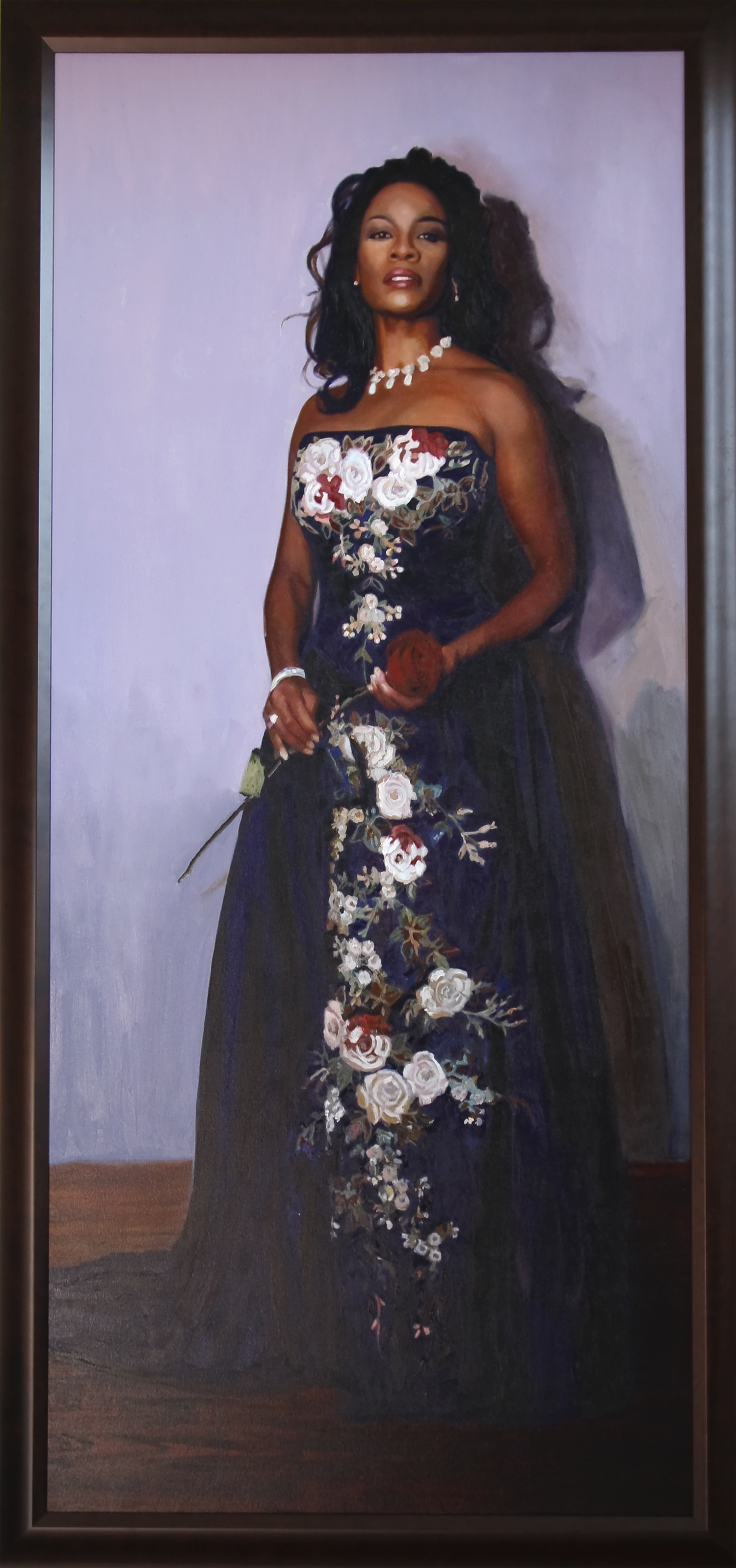
Peinture de Ben Fortunado Marcune.

Graves fait ses débuts au Metropolitan Opera en 1995 et se produit dans de nombreux opéras. Bien que son répertoire soit vaste, ses rôles emblématiques sont les rôles titres dans Carmen et Samson et Dalila. Elle fait également de nombreuses apparitions dans la série télévisée pour enfants Between the Lions. Le 20 janvier 2005, elle chante l'hymne américain lors de la 55e inauguration présidentielle, entre les cérémonies d'assermentation du vice-président Dick Cheney et du président George W. Bush pour leur second mandat.
Denyce Graves a chanté America the Beautiful et The Lord's Prayer à la Cathédrale nationale de Washington lors d'un service commémoratif pour les victimes du 11 septembre 2001, en présence du président Bush, de membres du Congrès, d'autres politiciens et de représentants de gouvernements étrangers,.
En 2003, Denyce Graves chante en direct, devant le public du Mann Center for the Performing Arts de Philadelphie, pour une émission spéciale télévisée, Denyce Graves: Breaking the Rules. En 2005, elle anime l'émission de radio Voce di Donna (Voice of a Lady) sur Vox!, la chaîne de musique classique vocale de XM Satellite Radio, sur laquelle elle interviewe divers chanteurs d'opéra. Denyce Graves a souvent été entendue dans l'émission de radio The Tony Kornheiser Show dans son interprétation du Mailbag Theme.[réf. nécessaire]
En 2005, elle chante le rôle principal dans la première mondiale de Margaret Garner (en), un opéra de Richard Danielpour et Toni Morrison.

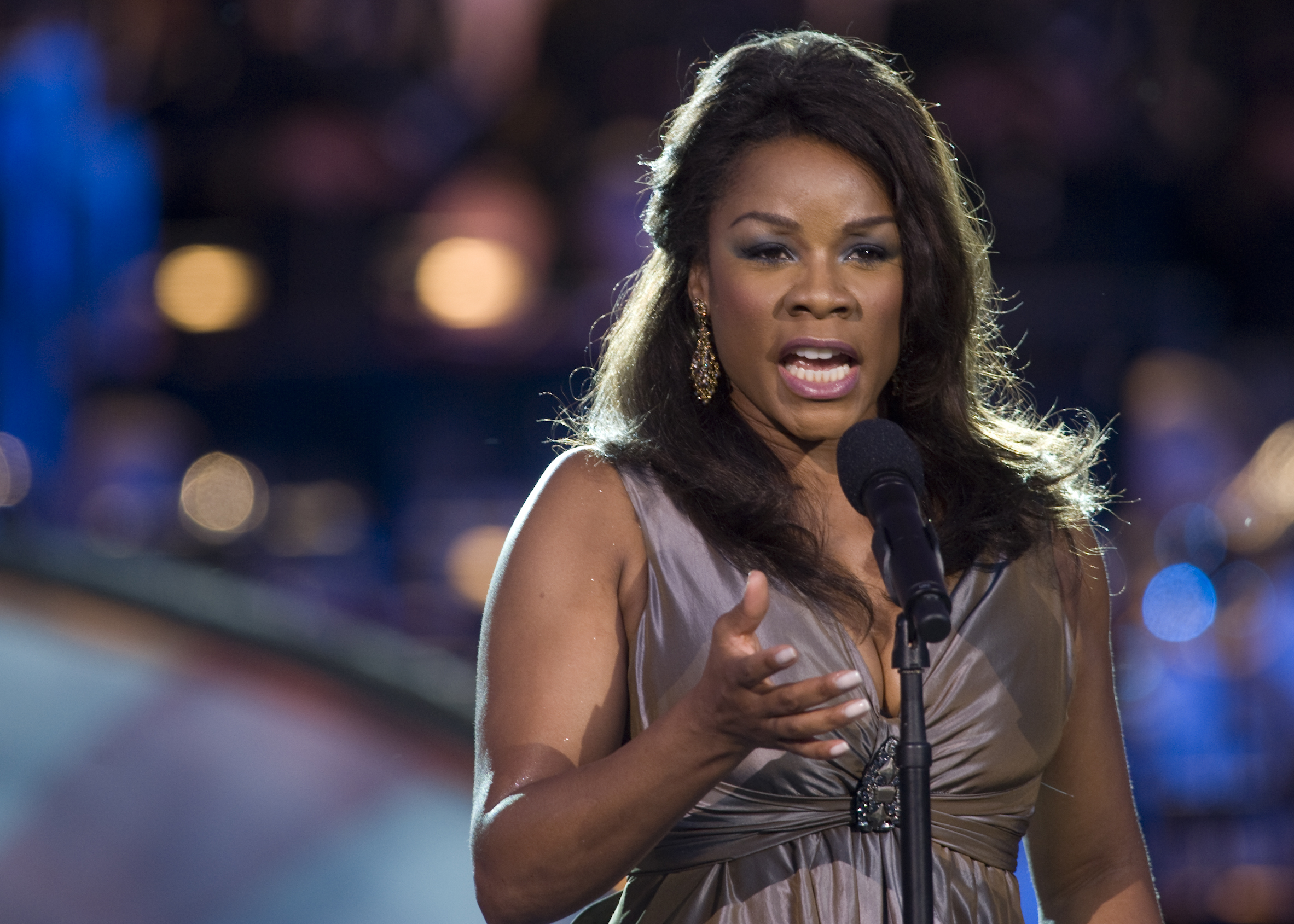
Graves se produisant au PBS National Memorial Day Concert à Washington D.C., en 2009

En mai 2010, Graves donne un concert avec le ténor Lawrence Brownlee dans le bâtiment de la Cour suprême des États-Unis pour les juges. Le 15 juin 2013, elle chante dans la première mondiale de l'opéra Champion, sur une composition de Terence Blanchard et un livret de Michael Cristofer à l'Opéra Théâtre de Saint Louis (en).
En 2014, elle enregistre We Shall Overcome qui accompagne dans l'espace le premier vol d'essai du vaisseau spatial Orion.
Le 25 septembre 2020, Denyce Graves chante au Capitole des États-Unis devant le cercueil de son amie Ruth Bader Ginsburg, juge à la Cour suprême des États-Unis et passionnée d'opéra.
Le 22 novembre 2022, elle a chanté le rôle de Sally dans la première sur scène de l'opéra The Hours (en) de Kevin Puts au Metropolitan Opera.

## Vie privée

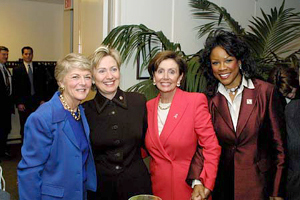
Graves aux côtés de la sénatrice Hillary Clinton, la chef de la minorité à la Chambre Nancy Pelosi et l'ancienne candidate à la vice-présidence Geraldine Ferraro lors du mois de l'histoire des femmes en 2003.

Elle s'est mariée une première fois en 1990[réf. nécessaire] avec David Perry, un guitariste classique et chanteur d'opéra, qui devient son partenaire commercial. Elle a avec lui une fille, Ella, née en 2004. Elle divorce d'avec David Perry en 2004 et se remarie, en septembre 2009, avec Robert Montgomery, un chirurgien transplantologue.

## Prix
- 2017 : Ambassador of the Arts de la Washington Performing Arts[7]
- 2019 : Golden Plate Award de l'American Academy of Achievement[18]
- 2020/2021 : International Opera Award dans la catégorie « Peace Prize »[19]